# Arcturus (essai nucléaire)
Pour les articles homonymes, voir Arcturus (homonymie).
Arcturus est le 26e essai nucléaire français, il est effectué le 2 juillet 1967 à Moruroa en Polynésie française. C'est le dernier essai nucléaire sur barge de la France.

## Déroulement de l'essai
Le tir est effectué le 2 juillet 1967 sur l'atoll de Moruroa.

### Mode de tir
Originellement, Arcturus devait être un tir sous ballon comme les deux autres essais nucléaire de la campagne 1967, or le 30 juin 1967, le ballon captif qui tenait l'engin nucléaire a été plié puis détruit par une bourrasque de vent. Du fait de l'indisponibilité de ballon captif, il fut proposé 3 choix pour l'essai nucléaire, :
- tirer sur barge, au plus tôt, le 2 juillet ;
- tirer sous ballon avec l'arrivée d'un ballon captif depuis la métropole, au plus tôt, vers le 20 juillet ;
- annuler le tir.

Après que l'amiral Lorain chef du GOEN (Groupe Opérationnel des Expérimentations Nucléaires) et le directeur des applications militaire du commissariat de l'énergie atomique (CEA/DAM) Jacques Robert ont affiché leur préférence pour le premier choix, le ministre des armées, Pierre Messmer confirme qu'Arcturus sera tiré sur barge, sur proposition du directeur des centres d'expérimentation nucléaire (DirCEN), le général Jean Thiry,.
Arcturus a été le quatrième et dernier essai nucléaire sur barge de la France ; cette disposition étant considérée plus contaminante que les tirs sous ballon.

### Conditions atmosphériques
Le vent au sol vient du nord-est (6 m/s du 30). Entre 5 000 et 9 000 m il tourne à l'ouest-sud-ouest (15 m/s du 250). Sa vitesse est maximale à 13 000 m (31 m/s du 260). La base du nuage est à 7 000 m, son sommet à 15 000 m sous une tropopause située à 15 200 m.
Deux missions de pénétration pilotée du nuage sont effectuées vers 9 heures entre 5 791 et 6 705 mètres, à la base de la tête.

## Conséquences radiologiques

### Mesures aux environs du site d'expérimentation
On peut distinguer deux axes de la retombée de pied :
- l'un vers le nord-est dû aux vents en altitude ;
- l'autre vers le sud-ouest dû aux vents des basses couches.

La retombée du bas du pied du nuage atteint la zone Sud de Mururoa entre Dindon et Fuchsia, On note la présence d'un point très actif, supérieur à 10 Gy/h à H + 1, entre Faucon et Iris. En zone terrestre Denise, la radioactivité est élevée, 0,25 Sv/h à H + 1, La piste d'aviation et la zone portuaire sont peu touchées.
Cinq missions de reconnaissance radiologique sont déclenchées, quatre héliportées et une par voie terrestre :
- La mission de reconnaissance RAD 1 est réalisée entre H+1 et H+1h30 à partir du TCD Ouragan, et suit un itinéraire passant par Viviane-Giroflée-Françoise-Kathie, Au retour l'hélicoptère Alouette III présente une contamination de 18,5 MBq/m²[b].
- La mission RAD 3 effectue la reconnaissance de la zone Nord par un trajet Anémone-Kathie-Camélia-Denise-Anémone.
- RAD 4 entre H+5h10 et H+6h15 est chargé d'établir la première cartographie de la radioactivité du lagon, le niveau trop élevé de radioactivité ne permet pas l'utilisation d'une embarcation.
- RAD 5 entre H+5h10 et H+6h45 situe la position de l'axe chaud.
- La mission TER décolle du TCD Ouragan à H+1, rejoint le PCT où entre H+2 et H+4, elle reconnaît par voie terrestre la zone Kathie, la piste aviation puis la route vers Denise.

L'ensemble de ces investigations conduit à l'établissement de la situation radiologique de Moruroa.
La retombée du bas du pied du nuage atteint la zone Sud de Mururoa entre Dindon et Fuchsia, On note la présence d'un point très actif, supérieur à 10 Sv/h à H+1, entre Faucon et Iris, En zone terrestre Denise, la radioactivité est élevée, 0,25 Sv/h à H+1, La piste d'aviation et la zone portuaire sont peu touchées.
Au point zéro, à H+2, la radioactivité de l’eau du lagon atteint GBq 273,8/m3 en zone Denise. La radioactivité reste localisée dans la partie nord-est du lagon.
L’atoll de Fangataufa demeure habité pendant l’essai, avec la présence d’un agent de radioprotection du SMSR.
Pendant la nuit, le BSL Rance et le TCD Ouragan croisent entre Moruroa et Fangataufa. À l’aube de J+1 l’Ouragan se rend à Tureia tandis que la Rance vient s’embosser à Fangataufa à la culée du PEA Frégate d’où partent les jours suivants les missions de suivi de la radioactivité de Mururoa. L’évolution de la radioactivité du lagon est lente et ne permet le retour des bateaux et la réoccupation normale du site que le 31 juillet, date à laquelle la radioactivité du lagon est revenue à 3,7 MBq/m3 en zone aéroportuaire.
Trois jours avant cette date, le BSL Rance se positionne à Dindon, ce qui facilite les dernières missions de reconnaissance avant la réouverture du site. Le travail en zone Denise ne reprend que le 7 août après décontamination du blockhaus et de ses abords et sous contrôle radiologique strict.
Les doses maximales reçues sont celles des pénétrations pilotées (4 personnes) qui s’échelonnent entre 15 à 25 mSv et de la mission de reconnaissance terrestre “TER” avec 5 mSv.

### Retombées proches en Polynésie française
La prévision de retombée effectuée dans la nuit du jour J donne un panache passant à une dizaine de kilomètres à l'est de l'atoll de Tureia. L'évolution des vents au moment du tir décale légèrement la retombée radioactive vers le nord-ouest et de ce fait sa bordure touche cet atoll le jour J entre 16 h et 19 h.
Le niveau de radioactivité atmosphérique est de 59,2 Bq/m3 et le débit de dose atteint 0,03 mSv/h ; les habitants sont à l'abri dans les blockhaus pendant la retombée, la dose totale reçue est de l'ordre de 1 mSv, de l'ordre de grandeur de la dose annuelle admissible pour les populations (5 mSv selon les normes de l'époque).
Cette retombée est perçue jusqu'à Hao (0,74 Bq/m3 dans l'air).

### Conséquences radiologiques à Tureia
L'atoll de Tureia, distant de 110 km du point zéro, fut touché par les retombées radioactives de l'essai nucléaire dues à plusieurs facteurs.
Les retombées radioactives ont provoqué des contaminations de 0,9 à 3,2 mSv (dose efficace) sur la population adulte.
| Doses (mSv)                     | Dose efficace           | Dose thyroïde |
| ------------------------------- | ----------------------- | ------------- |
| Inhalation                      | 0,012 - 0,07            | 0,1 - 0,63    |
| Exposition externe au panache   | 1,7 × 10−3 - 9,9 × 10−3 |               |
| Exposition externe au dépôt     | 0,7                     |               |
| Consommation d'eau              | 0,03                    | 0,29          |
| Consommation de végétaux        | 0,013 - 0,014           | 0,13 - 0,14   |
| Consommation de produits marins | 0,033 - 2,38            | 0,34 - 23,5   |
| Bilan                           | 0,8 - 3,2               | 0,9 - 24,6    |

### Contamination des navires
De nombreux bateaux rencontrent des bouffées de radioactivité atmosphérique. Les heures et le niveau maximal de détection ainsi que la distance au point zéro sont donnés dans le tableau ci-après :
- Le TCD Ouragan : à _H+4 2405 Bq/m³ à 22 km, au large de Faucon _H+5 188,7 Bq/m³ à 19 km

- Le BSL Rance : à _H+4 7,03 Bq/m³ à 17 km _H+7 22,57 Bq/m³ à 20 km, il rencontre une tache d'eau radioactive _H+14 7,77 Bq/m³
- L'Argens : à _H+9 740 Bq/m³ à 59 km _H+10h30 1480 Bq/m³ à 84 km _H+12h30 370 Bq/m³ à 103 km _J+1 14,8 Bq/m³ à 272 km
- La Dives : à _H+12 5,18 Bq/m³ entre Moruroa et Fangataufa _J+1 370 Bq/m³ à 49 km

- Le Maine : à _H+6 29,6 Bq/m³ à 56 km _H+10h30 3145 Bq/m³ à 88 km _H+11h30 148 Bq/m³ à 108 km _J+1 44,4 Bq/m³ à 253 km

- La Maurienne : à  _J+1 37 Bq/m³ à 254 km

### Retombées mondiales
Par un processus de dérivation vers le nord-ouest, une montée de radioactivité est observée le 3 juillet sur la Polynésie et le 7 juillet aux îles Samoa avec une valeur maximale de radioactivité atmosphérique de 1,11 Bq/m3 ainsi qu'aux îles Fidji les 14 et 20 juillet (valeur maximale 0,185 Bq/m3).